# NGC 794
NGC 794 je čočková galaxie v souhvězdí Berana. Její zdánlivá jasnost je 12,8m a úhlová velikost 1,3′ × 1,1′. Je vzdálená 372 milionů světelných let, průměr má 190 000 světelných let. Galaxii objevil 15. října 1784 William Herschel. Pozdější pozorování této galaxie bylo duplicitně katalogizováno v Index Catalogue, doplňku katalogu NGC, jako IC 191. 